# Петруха
Петру́ха — персонаж фильма «Белое солнце пустыни», а также одноимённых театрального спектакля и компьютерной игры, а также ряда книг, телевизионных программ и анекдотов. Как типаж молодого неопытного бойца из советского вестерна, Петруху отождествляют с Колорадо Райеном, персонажем более раннего американского вестерна «Рио Браво» (1959) и легендарным Петькой из советского «Чапаева» (1934).

## Краткое описание персонажа
Петруха — молодой парень, призванный в Красную Армию незадолго до показанных в фильме событий. Убеждённый трезвенник, ответственный, но ещё слишком юный и неопытный, он быстро привязывается и влюбляется в охраняемую им местную жительницу Гюльчатай.
Вскоре Петруха уже начинает строить планы женитьбы, которые утверждаются его непосредственным начальником, товарищем Суховым. Но этим планам не суждено сбыться, так как нынешний муж Гюльчатай — Чёрный Абдулла — сначала душит её, а потом закалывает Петруху штыком, к великому горю товарища Сухова и таможенника Верещагина, для которого Петруха стал за это время как родной сын.

## Вхождение в образ
Николай Годовиков, вместе с Павлом Луспекаевым, сыгравшим роль таможенника Верещагина, снимался в фильме «Республика ШКИД», но по-настоящему они сдружились именно на съемках «Белого солнца пустыни»:
Я очень его люблю. Ни к кому не был так привязан, как нему. Он всегда меня опекал. Учил. Был со мною добр. Я не покривлю душой, если скажу, что встреча с этим удивительным актером — лучшее из того, что случилось со мной тогда.

## Анализ личности персонажа
Профессор Ричмондского университета Елена Прохорова в своей работе, посвящённой советскому кино, называет Петруху кинематографическим наследником доблестного чапаевского ординарца Петьки и фольклорного персонажа «Петрушки». Согласно Прохоровой, молодой солдат Петруха имеет множество потенциальных отцов в фильме: красноармеец Сухов, старый таможенник Верещагин и местный предводитель басмачей Абдулла. Петруха действительно выглядит так, что ему в его жизни необходим отец: он слаб, стеснителен, и больше заинтересован в погоне за девочками, нежели в выполнении мифического революционного долга. Так вот, эти «отцы» и учат его трём вещам, которые имеют мало общего с революционной идеологией, но имеют важное значение как элемент воспитания «настоящих мужчин»: драться, пить и умирать. Сухов выступает для Петрухи отцом и учителем или, по крайней мере, «должен» выполнять эти функции согласно традициям военного романа, но при этом Сухов так занят защитой восточных красавиц и мыслями о своей русской жене, что фактически ничему не учит Петруху, равно как и не пытается его защищать как своего сына, и Петруха попадает в руки к двум другим смертельно-опасным «воспитателям» — Абдулле и Верещагину.
Согласно декану факультета глубинной психологии Санкт-Петербургского Института психологии и сексологии, Владимиру Александровичу Медведеву, типаж Петрухи необходим сюжету только для того, чтобы подвергнуть всех героев искушению примерить на себя отцовскую роль. Он ещё в сущности ребёнок, который добросовестно пытается стать настоящим воином (тщетно пытается убить Абдуллу из неисправной винтовки), что для него заканчивается гибелью, но он идет к этой развязке с открытым сердцем. По Медведеву, волнует Петруху только одно — естественное для данной стадии психосексуального развития неискоренимое сексуальное любопытство.
При этом Петруху связывают особые отношения с Павлом Артемьевичем Верещагиным. За словами последнего: «Уж больно мне твой Петруха по душе» кроется взаимная компенсаторная тяга отца, потерявшего своего родного сына, и сына не родного, которого заставляют срочно повзрослеть. В замкнутый мирок страдающего от воспоминаний о своих былых геройствах Верещагина является первый гость — Петруха, он насильно втаскивается в крепость самозамкнутой психической реальности Верещагина родительской интенцией последнего, желанием стать Отцом «на халяву» посредством чудесно найденного сына, рождение которого никак не затрагивает ужасов материнского комплекса, поскольку обходится без участия женщины (таков психологический механизм одной из разновидностей мужской дружбы). Петруха — новый человек, не знающий, в чей дом он «забрался»; Верещагина с его набором инфантильных комплексов в округе «каждая собака знает», а тут налицо шанс сыграть искомую и недоступную отцовскую роль перед новым человеком, на лице которого кулаки Ибрагима оставили явную печать негативного Эдипа. Из вынужденного психологического симбиоза с женой, потерявшей ребёнка и с радостью воспринявшей и поддержавшей инфантилизацию мужа, Павел Артемьевич хочет перейти к желанному для него симбиозу с Петрухой, который, отторгнутый от Рахимова и постоянно бросаемый Суховым, ищет себе нового символического Отца. Выпаивая Петруху водкой из заветной бутыли (как ранее Сухов выпаивал водой из чайника Саида), Верещагин создает собственного ребёнка, проецируя на него свои собственные психические проблемы, тем самым освобождаясь от них (данный механизм лежит в основе психологической комфортности любого родительства — как непосредственного, так и сублимационного). Именно здесь коренится глубинный смысл знаменитой фразы Верещагина, брошенной им Сухову: «Уж больно мне твой Петруха по душе». Сухов опять же пытается сделать из Петрухи человека, подобного себе — вкладывает в него заряд страха в ходе минирования баркаса и дарит ему с барского плеча Гюльчатай как объект фантазий.
На вопрос «Почему же погиб Петруха?», — Медведев отвечает следующим образом: Потому, что у него была ахиллесова пята — мама в деревне под Курском. Именно память о матери, любовь к ней и породили лицо Абдуллы под паранджой Гюльчатай. Хватается Петруха за свою нестреляющую винтовку, но как во сне силы оставляют его и он проткнут собственным штыком. Данная сцена содержит в себе глубокий смысл и символизм: Парализующий силы страх Петрухи порожден его внезапным импульсом любви к сверхотцовской фигуре Абдуллы, желанием отдаться на волю пассивным страстям негативного Эдипа. Петруха устрашён наличной амбивалентностью реализованной мужественности, подавлен перспективой постоянного отстаивания своего права на данный вид существования, явно избалован Рахимовым, поощрявшим его инфантилизм. И лишь товарищ Сухов абсолютно адекватно воспринимает либидные порывы Петрухи и трансформирует их в режим идентификации. Верещагин же с Абдуллой не выдерживают и выдают реакции хотя и противоположные по видимости, но тождественные по сути. И слезливая нежность Верещагина и холодная жестокость Абдуллы питаются водами одного и того же источника — порыва к человеку, который не несет с собой проклятья Эдипа и может просто, не терзаясь и не беснуясь, произнести это страшное для них слово — «мама». Убивая Петруху, Абдулла как бы в ярости разбивает зеркало, в котором видит собственное отражение, карикатуру на самого себя; вот он, полюбуйтесь — Петруха как воин и соблазнитель женщин. По Медведеву, смерть Петрухи обусловлена тем что он не имел запаса нарциссического десексуализированного либидо (будь то чайник с водою, бутыль с самогоном или же груженый золотом баркас). Петруху сгубило то, что свой эротический порыв, направленный на смутный пока объект желания (ведь лица Гюльчатай при жизни он так и не увидел), он не сумел перехватить, полюбив женщину, сам стал ею посредством механизма спонтанной идентификации и погиб, проткнутый штыком убийцы-деструктора — таков урок, извлекаемый из гибели Петрухи. Этот урок максимально пытается усвоить Фёдор Иванович Сухов, который, обнаружив тело только что убитого единственного своего соратника, не гонится за Абдуллой, а устраивает сцену «венчания смертью».
В совместном труде коллектива научных работников Новосибирского института концептуальной аналитики, Петруха назван недовоспитанным, неизменно не готовым к бою, не ко времени и не по обстоятельствам возжелавшим Гюльчатай и потому погибшим. На вопрос: «Могло ли быть иначе? Могли бы Петруха и Гюльчатай остаться живы?», авторы отмечают, что такое стало бы возможно только под заботливым материнским оком Катерины Матвевны, а не под руководством товарища Сухова, который был более занят борьбой с басмачами, нежели судьбой своих подопечных.

## Факты
- Николай Годовиков, сыгравший роль Петрухи, на премьере фильма не был, поскольку к тому времени полгода служил в рядах Советской армии в Сибири: во время монтажа картины он поругался с администратором, и тот снял с него бронь, подписанную министром культуры Екатериной Фурцевой. Поэтому фильм Годовиков посмотрел только несколько месяцев спустя, когда его привезли в клуб воинской части[6]. Позже, как и Петруха, Годовиков едва не был зарезан — «розочкой» — разбитой бутылкой[7].
- В компьютерной игре «Белое солнце пустыни» можно забрать у Петрухи винтовку и снять с неё штык, чтоб Абдулле было нечем его заколоть[8]. Также была создана мини-игра в жанре аркада «Солдат Петруха»[9].

## В популярной культуре
Российский музыковед Татьяна Васильевна Чередниченко в своей работе «Россия девяностых в слоганах, рейтингах, имиджах» среди прочего отметила и музыкальный клип начала 90-х, в котором российский певец Аркадий Укупник пошёл по дороге, проторённой группой «Любэ», которые первыми начали исполнять песни о героях культовых советских кинофильмов, сделав шлягер по мотивам телесериала «Место встречи изменить нельзя» (песню «Атас»). Укупник же, приняв образ незадачливого солдата Петрухи из «Белого солнца пустыни», спел и сплясал: «Восток — дело тонкое, Петруха…», благодаря чему долгое время не сходил с экранов.